# Lomas de Xocotlán
Lomas de Xocotlán är en ort i Mexiko.   Den ligger i kommunen Tláhuac och delstaten Distrito Federal, i den sydöstra delen av landet, 29 km sydost om huvudstaden Mexico City. Lomas de Xocotlán ligger 2 245 meter över havet och antalet invånare är 114.
Terrängen runt Lomas de Xocotlán är kuperad söderut, men norrut är den platt. Runt Lomas de Xocotlán är det tätbefolkat, med 411 invånare per kvadratkilometer. Närmaste större samhälle är Iztapalapa, 19,1 km nordväst om Lomas de Xocotlán. Trakten runt Lomas de Xocotlán består till största delen av jordbruksmark.